# Хорія Сіма
Хо́рія Сіма (рум. Horia Sima; 3 липня 1907 — 25 травня 1993) — ультраправий румунський політичний діяч. Другий і останній лідер Залізної гвардії, що 1938 р. змінив на цій посаді загиблого капітана Кодряну.
У вересні 1940 р. Залізна гвардія почала тісну співпрацю з генералом Антонеску. Сіма став віце-прем'єром нового уряду і командувачем легіонерського руху.
Під час легіонерського повстання 1941 р. Антонеску змусив Гітлера обирати між ним і легіонерами, в результаті чого легіонери були відсторонені від керівництва державою, а Сіма був змушений виїхати з Румунії. Сіма тримався у спеціальній частині Бухенвальду, але у 1942 він зміг втекти до Італії. У 1944 р., після падіння режиму Антонеску очолив прогітлерівський «уряд у вигнанні», який так ніколи і не контролював територію Румунії. Пізніше жив у Парижі та в Іспанії при режимі Франко. Помер у 1993 р. в Мадриді.